# Jackson Fiulaua
Jackson Fiulaua, né le 13 octobre 1957, est un homme politique salomonais.

## Biographie
Quittant l'école après sa enseignement primaire, il travaille comme ouvrier dans l'industrie du bâtiment puis dirige à terme sa propre entreprise du bâtiment et devient propriétaire d'un motel à Auki,,.
Il est élu député sans étiquette de la circonscription Kwara'ae-centre aux élections législatives de 2010, y battant le vice-Premier ministre Fred Fono et représentant ainsi au Parlement national l'une des circonscriptions de la province de Malaita,. Il est le ministre du Développement des infrastructures dans le gouvernement de Danny Philip (août 2010-novembre 2011) et durant les premiers mois du gouvernement de Gordon Darcy Lilo, avant d'être limogé en février 2012 pour absence de résultats,.
Réélu député aux élections de 2014 et de 2018, il s'associe à huit autres députés de Malaita affiliés à la majorité parlementaire du gouvernement de Manasseh Sogavare pour s'opposer en 2020 à la volonté du chef du gouvernement provincial de Malaita, Daniel Suidani, d'organiser un référendum d'indépendance de la province. 